# Sveno Laurentii Cirrhœus
Sveno Laurentii Cirrhœus, född i Hovs församling, Östergötland, död 1632 i Linköpings församling, Östergötland, var en svensk präst och lektor. 

## Biografi
Sveno Cirrhœus var son till bonden Lars från Hovs socken. Han blev 1613 student vid Uppsala universitet och 1616 blev han adjunkt vid filosofiska fakulteten, Uppsala universitet. Cirrhœus avlade  13 juli 1617 filosofie magister och prästvigdes 15 juli 1620. År 1628 blev han lektor i matematik vid Linköpings gymnasium och var även från 1630 konsistorienotarie. Cirrhœus avled 1632 i Linköpings församling.